# 世说新语
《世說新語》是魏晉南北朝（六朝）時期筆記小說的代表作，內容大多記載東漢至東晉間的高士名流的言行風貌和軼聞趣事，由南朝宋劉義慶召集門下食客編寫而成。依內容分有：德行、言語、政事、文學、方正、雅量、識鑑等等共三十六類（門），全書共一千一百三十三則，每則文字長短不一，有的數行，有的三言兩語，有的很長，由此可見志人小說隨手而記特性。

## 內容
《世說新語》主要记述士人的生活和思想，及统治阶级当时的情況，反映了魏晉時期文人的思想言行和門閥社會的生活面貌，这样的描寫有助讀者了解當時的人所處的時代狀況及政治社會環境，更清楚地見識所謂魏晉清談的風貌。
唐朝修《晋书》多採《世说新语》，引用的312条约占《世说新语》条目的三成左右。對此後世的史家常有批評。
此外，《世說新語》善用對比、譬喻、誇飾與摹寫的文學技巧，不僅使它保留下許多膾炙人口的佳言名句，更為全書增添了無限光彩。如今，《世說新語》除了文學欣賞的價值外，人物事跡、文學典故等也多為後世作者所取材、引用，對後來的小說發展影響尤其大。《唐语林》《续世说》《何氏语林》《今世说》《明語林》等都是仿《世說新語》之作，稱之“世說體”。一說晏殊刪並《世說新語》。《世说新语》成书以后，敬胤、刘孝标等人皆为之作注，今僅存孝标注。

## 世說學
明代王世懋嗜讀《世说新語》，常能发前人未发之覆，他最早提出“世说学”之說。乔懋敬對於王世懋批注本《世说新语》，“亟相赏誉”，乃主持刊刻于豫章。
〈王藍田食雞子〉〈曹植七步成詩〉、晉明帝論日近遠〉〈管寧割席絕交〉〈華歆、王朗乘船避難〉〈陳元方答客問〉〈王導罵新亭對泣〉〈石崇殺妓〉〈裴令公弔阮步兵〉〈王子猷訪戴安道〉〈曹操、楊脩過曹娥碑〉〈曹操捉刀〉〈曹操望梅止渴〉〈王敦出婢妾〉〈支道林養鶴〉〈顧愷之倒食甘蔗〉〈嵇康臨刑索琴〉〈謝奕作剡令〉〈謝安聽阮裕白馬論〉〈謝安、王坦之赴宴〉〈謝道韞詠絮〉〈謝玄北征不為名〉〈謝萬石雅量〉〈劉伶禱神戒酒〉〈王羲之坦腹東床〉〈王子敬人琴俱亡〉等篇曾收錄於台灣中學階段各版本課本或補充教材。今日有許多成語典故、漢晉文人軼事幾出自此，亦可將《世說新語》視為古代短篇小小說合體。

## 類目
| - 德行第一 - 言語第二 - 政事第三 - 文學第四 - 方正第五 - 雅量第六 - 識鑒第七 - 賞譽第八 - 品藻第九 - 規箴第十 - 捷悟第十一 - 夙慧第十二 - 豪爽第十三 - 容止第十四 - 自新第十五 - 企羡第十六 - 傷逝第十七 - 棲逸第十八 - 賢媛第十九 - 術解第二十 - 巧藝第二十一 - 寵禮第二十二 - 任誕第二十三 - 簡傲第二十四 - 排調第二十五 - 輕詆第二十六 - 假譎第二十七 - 黜免第二十八 - 儉嗇第二十九 - 汰侈第三十 - 忿狷第三十一 - 讒險第三十二 - 尤悔第三十三 - 紕漏第三十四 - 惑溺第三十五 - 仇隙第三十六 |

## 版本
- 唐写本残卷，存51则，今存于日本。
- 南宋绍兴八年（1138年）董弅刊本，简称绍兴本，是现存最早的完整刻本，今存于日本。
- 南宋淳熙十五年陆游重刻本，徐乾学旧藏，今佚。
- 淳熙十六年湘中刻本。
- 嘉靖十四年（1535年）袁褧刻本，简称嘉靖本。
- 道光八年（1828年）浦江周心如纷欣阁刻本，据嘉靖本校订重刊。
- 光绪十七年（1891年）王先谦思贤讲舍本，据纷欣阁本校订重刊。
- 程炎震：世說新語笺证[10]。
- 余嘉錫：世說新語箋疏。

## 延伸阅读
[在维基数据编辑]
 在维基文库阅读本作品原文（ 在维基共享资源阅览影像）
 《世説新語 (四部叢刊本)》
 《世説新語 (四庫全書本)》

## 外部連結
- 《世说新语》全文在线阅读 (简繁体白话翻译) （页面存档备份，存于）